# Estadi Jos Haupert
L'Estadi Jos Haupert és un estadi luxemburguès de futbol a Niederkorn. És la seu de l'equip Football Club Progrès Niedercorn, -club que juga a la Lliga luxemburguesa de futbol- i té una capacitat per a 2.800 persones.